# Frederik Julius d'Origny
Frederik Julius d'Origny (12. januar 1774 i Odense – 1. august 1838 i København) var en dansk officer.
Han var søn af oberst Henri Alexis d'Origny (3. marts 1720 - 4. juli 1794) af fransk adel og Sophia Charlotte de Hansen (18. juni 1750 - 24. december 1779), som var uægte datter af kong Frederik V og Madam Hansen.
Han blev udnævnt til officer 1780, avancerede 1790 til premierløjtnant ved Fynske Infanteriregiment, men stod kun i en kort tid ved dette regiment, i hvilken tid han under Binzers vejledning i Kiel begyndte at danne sig for sin tilkommende stilling, og blev derpå, efter ansøgning, overført til Sjællandske Jægerkorps, ved hvilket han udnævntes til kaptajn i 1799. Kort efter Københavns bombardement i 1807 blev han ansat som pladskommandant i Kalundborg og derpå som næstkommanderende i Roskilde under spaniernes kantonnement sammesteds i 1808. Han blev i 1808 forfremmet til kompagnichef ved Sjællandske Skarpskytter (siden det Jyske Jægerkorps), opnåede i 1809 anciennitet som major, var fra 1809 til udgangen af 1813 øverstbefalende på Agersø og Omø, udnævntes 28. januar 1812 til Ridder af Dannebrog, vendte atter tilbage som major, 1816, til Sjællandske Jægerkorps, i hvilket korps han forblev indtil 1823, da han udnævntes til chef for Jyske Jægerkorps, med oberstløjtnants anciennitet fra 1816 og blev 1825 Ridder af Æreslegionen. Han avancerede til oberst 1826, forlod det Jyske Jægerkorps 1828, i forbindelse med at han blev udnævnt til chef for H.K.H. Prins Christian Frederiks Regiment, blev 1. november 1828 benådet med Dannebrogmændenes Hæderstegn og blev 1. august 1829 Kommandør af Dannebrog. I begyndelsen af 1831 gjorde han tjeneste som kommandant i København, og 9. januar 1834 udnævntes han formelt til at varetage stillingen, som han beholdt indtil sin død i 1838. I november 1835 blev han chef for 1. Jyske Infanteriregiment og ophørte samme dato med at være chef for Prins Christian Frederiks Regiment. 1836 blev han kammerherre.
Han var gift med Anna Hedvig Schultz.
D'Origny er begravet på Garnisons Kirkegård.
Det Nationalhistoriske Museum på Frederiksborg Slot har et portrætmaleri fra ca. 1810 af ubekendt maler af d'Origny i uniform som officer i Sjællandske Skarpskyttekorps.